# Grégoire Leprince-Ringuet
Grégoire Leprince-Ringuet (Parigi, 4 dicembre 1987) è un attore e regista francese.

## Biografia
Dal 1998 al 2002, è membro del coro delle voci bianche dell'Opéra National de Paris e canta da solista in opere di Patrice Chéreau, Mireille Laroque e Michèle Broca.
Nel 2002, studia nella scuola Enfants de la comédie a Sèvres. L'anno successivo, André Téchiné, lo nota in una esibizione corale e gli offre il primo ruolo cinematografico in Anime erranti (Les Égarés), interpretazione che gli fa ottenere una candidatura al Premio César per la migliore promessa maschile.
Tra il 2003 e il 2005, frequenta il Collège de Juilly, segue per due anni i corsi di teatro di Yves Marcon ed entra nella compagnia teatrale del suo liceo recitando in opere come Une demande en mariage di Anton Čechov, L'Atelier di Jean-Claude Grumberg e Théâtre sans animaux di Jean-Michel Ribes.
Ottiene altri ruoli in pellicole francesi come Les Chansons d'amour e La Belle Personne di Christophe Honoré e, nel 2010, è presente al festival di Cannes per due film: La princesse de Montpensier e L'autre monde.

## Filmografia

### Attore

#### Cinema
- Anime erranti (Les Égarés), regia di André Téchiné (2003)
- Bednye rodstvenniki, regia di Pavel Lungin (2005)
- Quello che gli uomini non dicono (Selon Charlie), regia di Nicole Garcia (2006)
- Le plat à gratin, regia di Rodolphe Tissot - cortometraggio (2006)
- Les Chansons d'amour, regia di Christophe Honoré (2007)
- Voleurs de chevaux, regia di Micha Wald (2007)
- La vie d'artiste, regia di Marc Fitoussi (2007)
- La Belle Personne, regia di Christophe Honoré (2008)
- Folles d'Adam, regia di Samuel Bodin - cortometraggio (2008)
- L'Armée du crime, regia di Robert Guédiguian (2009)
- Réfractaire, regia di Nicolas Steil (2009)
- Dimanche matin, regia di Grégoire Leprince-Ringuet - cortometraggio (2010)
- L'accordeur, regia di Olivier Treiner - cortometraggio (2010)
- L'autre monde, regia di Gilles Marchand (2010)
- La princesse de Montpensier, regia di Bertrand Tavernier (2010)
- Djinns, regia di Hugues Martin e Sandra Martin (2010)
- Inaperçu, regia di Grégoire Leprince-Ringuet - cortometraggio (2011)
- Le nevi del Kilimangiaro (Les Neiges du Kilimandjaro), regia di Robert Guédiguian (2011)
- Des noeuds dans la tête, regia di Stéphane Demoustier - cortometraggio (2011)
- La 40e marche, regia di Nicolas Saada - cortometraggio (2012)
- La forêt de Quinconces, regia di Grégoire Leprince-Ringuet (2016)
- La douleur, regia di Emmanuel Finkiel (2017)
- Nos années folles, regia di André Téchiné (2017)
- Gloria Mundi, regia di Robert Guédiguian (2019)
- Ritratto di un amore (Bonnard, Pierre et Marthe), regia di Martin Provost (2023)
- Un anno difficile, regia di Olivier Nakache e Éric Toledano (2023)
- La gazza ladra (La Pie voleuse), regia di Robert Guédiguian (2024)

#### Televisione
- Le frangin d'Amérique, regia di Jacques Fansten - film TV (2005)
- Frappes interdites, regia di Bernard Malaterre - film TV (2005)
- La vie sera belle, regia di Edwin Baily - film TV (2007)
- Roses à crédit, regia di Amos Gitai - film TV (2010)
- Mistérios de Lisboa, regia di Raúl Ruiz – miniserie TV (2011)

### Regista
- La forêt de Quinconces (2016)

## Doppiatori italiani
- Alessandro Germano in Anime erranti
- Marco Vivio in Le nevi del Kilimangiaro
- Andrea Beltramo in La douleur
- Jacopo Venturiero in Gloria Mundi
- Davide Perino in Ritratto di un amore
- Marco Briglione in Un anno difficile
- Andrea Oldani in La gazza ladra

## Riconoscimenti
- Premi César
  - 2004: candidatura alla migliore promessa maschile – Anime erranti (Les Égarés)
  - 2008: candidatura alla migliore promessa maschile – Les Chansons d'amour
  - 2009: candidatura alla migliore promessa maschile – La Belle Personne
  - 2011: candidatura alla migliore promessa maschile – La princesse de Montpensier